# Annette (película de 2021)
Annette es una película dramática y musical coproducción entre Francia, Alemania, Bélgica, México, Japón y Suiza, lanzada en 2021 que está dirigida por Leos Carax (en su debut en inglés), y con un guion de Ron Mael y Russell Mael (componentes de Sparks), y por el propio Carax, a partir de una historia, música y canciones originales de la banda. La trama sigue a un comediante (Adam Driver) y su esposa cantante de ópera (Marion Cotillard) y cómo sus vidas cambian cuando tienen a su primera hija. Simon Helberg y Devyn McDowell también forman parte del elenco.
Annette fue estrenada en Francia el 7 de julio de 2021 por UGC Distribution, un día después de su estreno como película de apertura en el Festival de Cine de Cannes de 2021. La película ha recibido críticas positivas de la crítica.

## Sinopsis
Henry es un monologuista cómico de humor incisivo. Ann, una cantante de renombre internacional. Centro de todas las miradas, juntos forman una pareja feliz rodeada de glamur. El nacimiento de su primogénita, Annette, una niña misteriosa con un destino excepcional, les cambiará la vida.

## Reparto
- Adam Driver como Henry McHenry
- Marion Cotillard como Ann Defrasnoux
  - Catherine Trottmann como la voz soprano de Ann
- Simon Helberg como The Accompanist
- Devyn McDowell como Annette
  - Hebe Griffiths como la voz cantante de Annette
- Angèle, Kiko Mizuhara, Julia Bullock, Claron McFadden, Noémie Schellens y Natalie Mendoza como the Six Accuser Chorus
- Natalia Lafourcade como el agente de policía de LAPD
- Kanji Furutachi como Doctor
- Rila Fukushima, Eva Van Der Gucht y Laura Jansen como Enfermeras.
- Rebecca Sjöwall como Connie O'Connor
- Nino Porzio como Sheriff Garoni
- Wim Opbrouck como Baby Annette Announcer
- Russell Mael como Russell Mael/Jet Pilot
- Ron Mael como Ron Mael/Jet Pilot
- Leos Carax como Leos Carax
- Nastya Carax como Nastya
- Rebecca Dyson-Smith como Fotógrafa
- Graciela María como Fotógrafa
- Colin Lainchbury-Brown como Hyperbowl Announcer
- Geoffrey Carey como Ape of God Announcer

## Producción
En noviembre de 2016 se anunció que Leos Carax iba a hacer su debut cinematográfico en inglés, con Adam Driver, Rooney Mara y Rihanna en conversaciones para protagonizar la película. El rodaje estaba programado para comenzar en la primavera de 2017. En marzo de 2017, Amazon Studios adquirió la película; sin embargo, Mara y Rihanna dejaron su participación en el proyecto. En mayo, Michelle Williams fue elegida para reemplazar a Mara, y el rodaje está programado para comenzar en julio. La producción de la película se estancó, y los guionistas Ron y Russell Mael atribuyeron el retraso a los compromisos de Driver con la saga de Star Wars. El rodaje se trasladó para comenzar en el verano de 2019.
El desarrollo del proyecto se reanudó en mayo de 2019, con Marion Cotillard ahora elegida como protagonista para reemplazar a Williams. En octubre de 2019, Simon Helberg se unió al elenco de la película.
El rodaje comenzó en agosto de 2019 en Los Ángeles, Bruselas y Brujas, así como en varios lugares de Alemania, incluidos Münster, Colonia y Bonn. La producción concluyó en noviembre de 2019. En enero de 2020, se reveló que la cantante belga Angèle fue elegida para un papel no revelado.

## Lanzamiento
Debutó en el Festival de Cine de Cannes el 6 de julio de 2021. Para después ser lanzada en Francia el 7 de julio por la productora, UGC Distribution. En Estados Unidos fue estrenada en un lanzamiento limitado el 6 de agosto de 2021 antes de la transmisión digital en Amazon Prime Video, el 20 de agosto de 2021. En junio de 2021, los derechos de distribución de la película en el Reino Unido e Irlanda fueron adquiridos por el servicio de transmisión MUBI. En España, la película fue estrenada en cines el 20 de agosto de 2021.

## Recepción
En el agregador de reseñas Rotten Tomatoes, la película tiene una calificación de aprobación del 70% según 172 reseñas y una calificación promedio de 6.6 / 10. El consenso de los críticos del sitio web dice: "Un baile de ensueño y delicado entre la farsa y la fantasía, "Annette" es una ópera rock magníficamente ridícula cuyo enfoque experimental de sus extremos emocionales es un regreso ambicioso, si no peculiar, del director Leos Carax". En Metacritic, la película tiene un puntaje promedio ponderado de 65 sobre 100, basado en 47 críticos, lo que indica "críticas generalmente favorables".

### Premios y nominaciones
| Premio               | Día de la ceremonia | Categoría                        | Destinatarios    | Resultado | Ref.   |
| -------------------- | ------------------- | -------------------------------- | ---------------- | --------- | ------ |
| Premios Globo de Oro | 9 de enero de 2022  | Mejor actriz - comedia o musical | Marion Cotillard | Nominada  | [ 25 ] |